# Đại hội kết tập kinh điển Phật giáo lần thứ nhất
Đại hội kết tập kinh điển Phật giáo lần thứ nhất là đại hội được thực hiện vào mùa hạ sau khi tổ chức lễ trà tỳ (hỏa táng) cho Phật Thích-ca Mâu-ni, mục đích của đại hội là nhằm xác định chính xác giới luật và kinh văn để tránh những sai lệch do hiểu lầm hoặc phá hoại.

## Nguyên nhân
Sau khi nghe tin Phật nhập Niết bàn, một tỳ kheo tên là Bạt-nan-đà (Upananda), mới gia nhập tăng đoàn không lâu, nói như sau:
Vị trưởng lão ấy (chỉ Phật) thường dạy chúng ta nên làm như thế này, không nên làm như thế kia; nên học những điều này, không nên học những điều kia, thật là phiền toái. Bọn chúng ta ngày nay mới thoát được nỗi khổ ấy, tùy ý muốn làm gì làm, không còn ai ngăn cản nữa. Vì sao các ông lại thương tiếc khóc than?
Ma-ha-ca-diếp (Mahakasyapa), một trong các trưởng lão của Tăng-già, nghe thấy và ông cho rằng những tỳ kheo phóng túng như thế rất có thể sẽ ngày càng phổ biến và họ sẽ phá hoại đạo pháp, do vậy mà quyết định tổ chức một đại hội gồm các vị am hiểu Phật pháp nhằm thống nhất nội dung tu học.

### Các thông tin về đại hội

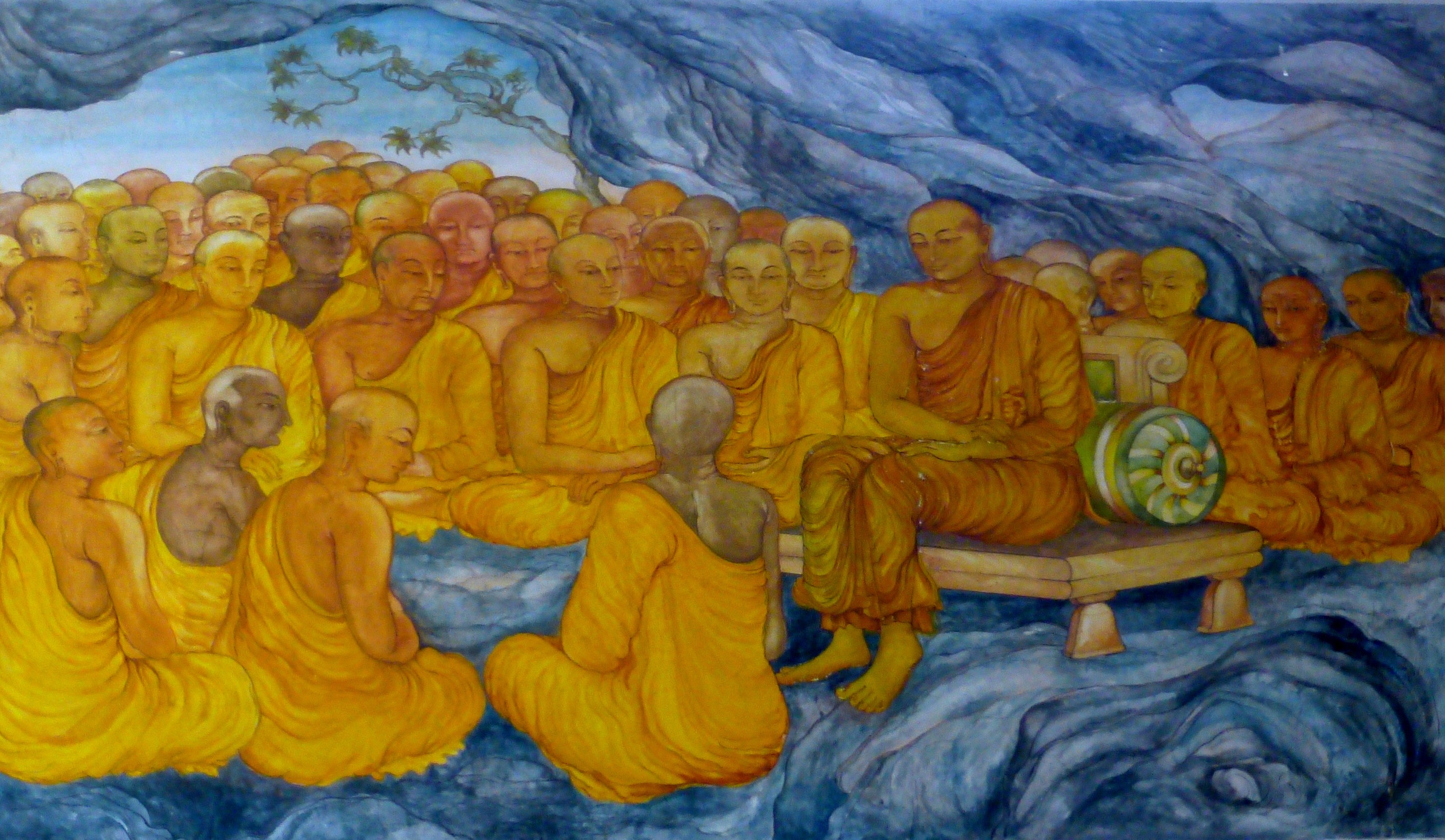
Bích họa Đại hội kết tập lần thứ nhất tại Rajagaha. Chùa Nava Jetavana, Công viên Nava Jetavana, Shravasti, Uttar Pradesh, Ấn Độ.

- Yêu cầu thành lập đại hội: Trưởng lão Ma-ha-ca-diếp
- Chủ trì: A-nhã-kiều-trần-như, Phú-lâu-na, Đàm-di, Đà-bà-ca-diếp, Bạt-đà-ca-diếp, Ma-ha-ca-diếp, Ưu-ba-li, A-na-luật.[1]
- Địa điểm diễn ra cuộc kết tập là chân núi Vibhara, gần thành phố Rajgir (Vương xá), kinh đô của vương quốc Magadha - gần biên giới Ấn Độ và Nepal ngày nay.[2]
- Thời gian: sau khi Phật nhập Niết bàn một thời gian ngắn. Đại hội kéo dài trong 7 tháng, Phật giáo Bắc truyền cho rằng chỉ có 3 tháng.[3]
- Người hỗ trợ tài chính cho cuộc kết tập là vua A-xà-thế chủ thành Vương xá.
- Số lượng A-la-hán tham gia: đúng 500 vị, những người không phải là A-la-hán không được tham gia. Do số lượng là 500 mà cuộc kết tập lần này còn có tên là Ngũ bách kết tập.
- Người đọc về kinh là tôn giả A-nan, anh em họ của Phật và là người theo hầu Phật suốt 25 năm, ông có trí nhớ rất tốt. Tương truyền rằng A-nan giao kết với Đức Phật chỉ nhận làm thị giả với điều kiện là nếu có lần thuyết giảng nào mà A-nan không dự được, Đức Phật phải giảng lại hoặc nhờ một trong 10 đại đệ tử giảng lại, chính vì thể gần như toàn bộ nội dung Đức Phật thuyết giảng ông đều nắm rõ. Ngay trước đại hội có 1 đêm nhờ nỗ lực A-nan mới chứng quả vị A-la-hán, điều này nhiều người cho rằng đã có một sự "châm chước" nào đó cho A-nan bởi vì vai trò của ông rất quan trọng, nhưng nếu không đắc A-la-hán thì nhất quyết không được gia nhập đại hội. Các kinh thường được mở đầu bằng câu "như thị ngã văn..." có nghĩa là "tôi nghe như vậy, một thời, tại...", tôi ở đây chính là A-nan.[2]
- Người đọc về luật là tôn giả Ưu-ba-li, người rất thông hiểu về giới luật.
- Hình thức chấp thuận: A-nan và Ưu-ba-li đọc, các thành viên trong đại hội nếu đồng ý thì coi đó là lời Phật đã nói.
- Hình thức lưu trữ: Thời đó không ghi ra giấy mà chỉ đọc tụng và được ghi nhớ trong đầu. Cũng vì để dễ nhớ mà các bộ kinh có kết cấu lặp đi lặp lại. Do độ lớn của kinh và luật nên mỗi một nhóm đảm trách công việc ghi nhớ chuyên biệt một số chương nhất định, những nhóm này về sau thường xuyên trao đổi thông tin với nhau để tránh việc mất mát và hiểu sai.[4]
- Quan điểm: tất cả đều đồng ý giữ nguyên những gì do Phật thuyết, nhưng tùy thời điểm mà áp dụng, không thêm, cũng không bớt.